# Aion: The Tower of Eternity
Aion: The Tower of Eternity – gra komputerowa z gatunku MMORPG wyprodukowana i wydana przez NCsoft.Została osadzona w świecie fantasy.

## Fabuła
U zarania, bóg Aion czuwał nad swoim nowym światem Atreią. Wtedy był to zamknięty świat, a sam Aion oświetlał swoją mocą jego wnętrze. By uczynić to miejsce piękniejszym postanowił stworzyć ludzi oraz rasę drakanów, która miała ich strzec. Pokój nie trwał długo, gdyż drakanów opanowała żądza władzy i chęć podporządkowania sobie wszystkich istot. Pięciu największych Drakanów zwiększało swoje siły i rozmiar, aż zamienili się w smoczych lordów, pierwszych Balaurów. Gdy bóg Aion odmówił im nadania władzy i kontroli nad innymi, zbuntowali się i wypowiedzieli mu wojnę. Będący pod naciskiem Aion, stworzył dwunastu lordów Empyrean, istoty boskie mające za zadanie strzec pokoju i Wieży Wieczności.
Niektórzy ludzie dostąpili zaszczytu stania się Daeva i tak jak lordowie Empyrean, otrzymali skrzydła oraz możliwość latania by walczyć z Balaurami. Z czasem, pojawiło się ich wystarczająco dużo, aby móc stworzyć armię. Lordowie poprowadzili ich do walki.
Po toczącej się przez milenium wojnie, pojawiła się w końcu szansa na zawarcie pokoju. Pięciu smoczych lordów zostało zaproszonych na rozmowy pokojowe, jednak nie doszły one do skutku, gdyż jeden z nich został zabity przez nieznanego napastnika. W walkach, które nastąpiły później, zniszczona została Wieża Wieczności a Atreia w wyniku ogromnego kataklizmu rozpadła się w pół.
Ci Lordowie Empyrean, którzy opowiedzieli się przeciwko pokojowi przeszli na górną część świata, zdobyli władzę i nazwali się lordami Shedim. Ci pragnący pokoju, obwołali się lordami Seraphim, przeszli na dolną część Atrei i obięli ją we władanie.
Życie ludzi z jasnej strony świata nie zmieniło się zbytnio. Elyosi będący zwolennikami lordów Seraphim stworzyli wraz z nimi miasto Sanctum. Asmodianie – mieszkający po ciemnej stronie zmienili się bardzo; ich dłonie upodobniły się do szponów, na palcach u stóp pojawiły się pazury. Brak dostępu do światła spowodował też, że ich skóra stała się ciemniejsza a oczy dostosowały się do widzenia w ciemności, nabierając czerwonej poświaty. Wyrosły im również grzywy. Asmodianie stworzyli miasto Pandaemonium, żyjąc w nim wraz z lordami Shedim.

## Rozgrywka

### Wybór rasy
Gracz zaczyna grę jako nowy mieszkaniec wybranej części świata (Elysea lub Asmodae), który wypełnia powierzone mu zadania. Poprzez ich wypełnianie, wzrasta jego moc dzięki której strefy początkowe są chronione przed pojawieniem się Balaur, dzięki pracy zostaje również nagrodzony dostąpieniem do rzeszy skrzydlatych, nieśmiertelnych Daeva. Gracze będący Daeva, podróżują do głównych miast danych części świata jako święci słudzy swoich społeczeństw. Historia, ton gry oraz krajobrazy różnią się od siebie po każdej stronie świata, jednakże główny cel gry pozostaje ten sam.

### Dostosowywanie postaci
System edycji postaci pozwala na dostosowanie takich wartości jak wzrost, waga oraz skala czy też szczegółowy wygląd danych części ciała. Gracz ma do wyboru również duży zestaw fryzur a dzięki palecie barw może wybrać dowolny kolor włosów, skóry, oczu. Dostępne są także elementy dekoracyjne twarzy, jak makijaż czy tatuaż, blizna, biżuteria.
Gra pozwala również na zabarwienie danego elementu ekwipunku na wybrany kolor oraz na dopasowanie wyglądu broni lub pancerza. To pozwala graczowi na wybór wyglądu broni, który uważa na najbardziej atrakcyjny, pomijając przy tym statystyki danego przedmiotu. Możliwa jest zmiana wyglądu jedynie tego samego szczegółu przedmiotu we wszystkich broniach.

### Łańcuchy umiejętności
Wiele umiejętności, których uczy się postać mogą zostać wykonane jedynie w ustalonym porządku. Umiejętności znajdujące się na wyższym poziomie w łańcuchu zazwyczaj są silniejsze, niż te znajdujące się na niższym.

### System PvPvE
Głównym punktem rozrywki w grze Aion są walki w przestrzeni PvP nazywanej Otchłanią. W lokacji tej, znajdującej się w połowie świata Atreia istnieją fortece, które mogą być kontrolowane przez dany legion (formacja będąca odpowiednikiem gildii czy klanu w innych grach MMORPG). W wojnie o kontrolę nad fortecami, biorą udział trzy frakcje – dwie kontrolowane przez graczy oraz jedna kontrolowana przez komputer. W rozgrywkach każda ze stron wykorzystuje bronie, które można uzyskać poprzez walkę z postaciami PvE, typu boss. Legion, który kontroluje daną fortecę uzyskuje wpływy z podatków (przy zakupie przedmiotów w danej lokacji, ustalony procent od należnej kwoty zostaje przekazany legionowi), specjalnych przedmiotów czy też obniżek w sklepach, podczas korzystania z sieci komunikacyjnej.
Gra nie pozwala na atakowanie przedstawicieli tej samej rasy, z wyjątkiem pojedynków czy treningu na arenach.
Za uczestnictwo w walkach PvP gracz otrzymuje specjalne punkty – Abyss Points. Gra ocenia graczy na podstawie wygranych walk stoczonych w Otchłani. Przy zajęciu przez gracza odpowiednio wysokiego miejsca w rankingu, zmienia się wygląd jego skrzydeł aby podkreślić jego waleczność. Za otrzymane punkty, gracz może zakupić wysokiej klasy ekwipunek niedostępny w sklepach. Ranking najlepszych graczy nazywany jest Abyss Rank i jest limitowany – jedynie niewielka liczba graczy grających na danym serwerze może się w nim znaleźć. Punkty otrzymuje się za zabicie innych graczy, zaś stracić je można będąc zabitym przez innego gracza. Większa liczba punktów przyznawana jest za zabicie gracza posiadającego wyższy poziom, niż gracza o takim samym lub niższym.

### Klasy
W grze istnieje sześć głównych klas oraz jedenaście wyspecjalizowanych. Gracze rozpoczynają grę od wybrania jednej z sześciu głównych: wojownika (Warrior), maga (Mage), zwiadowcy (Scout), Inżyniera(engineer),artysty(artist) lub kapłana (Priest). Po osiągnięciu 9 poziomu, następuje wybór wyspecjalizowanej klasy, która jest kolejnym poziomem w rozwoju głównej klasy. Wojownik może stać się templariuszem (Templar) lub gladiatorem (Gladiator). Mag może zostać czarodziejem (Sorcerer) lub zaklinaczem (Spirit Master). Zwiadowca może wybierać pomiędzy assasynem (Assassin) lub łowcą (Ranger), a Inżynier zostaje strzelcem (gunner) lub Eter-Techem; z kolei kapłan pomiędzy klerykiem (Cleric) lub kantorem (Chanter). Artyści zostają bardami.

#### Maksymalny poziom postaci
Podczas zamkniętych oraz otwartych testów beta, maksymalnym poziomem jaki mógł uzyskać gracz był poziom 30. Maksymalnym poziomem jest poziom 85 wraz z wydaniem wersji 8.0.

### Gra grupowa
Co najmniej dwóch graczy może stworzyć grupę aby pomagać sobie wzajemnie w walce, dzielić zebrane przedmioty. Poszczególne strefy w grze są stworzone specjalnie dla rozgrywki w grupie i do niektórych z nich można wejść jedynie będąc w towarzystwie innych graczy. Cztery grupy mogą uformować sojusz (Alliance), w sytuacjach w których wymagana jest większa liczba osób aby pokonać przeciwnika lub wykonać dane zadanie.

### Wytwarzanie przedmiotów
Wytwarzanie przedmiotów w grze związane jest z sześcioma specjalizacjami: kowalstwem (weaponsmithing), płatnerstwem (armorsmithing), rękodziełem (handicrafting), krawiectwem (tailoring), alchemią (alchemy) i kucharstwem (cooking). Gracze mogą korzystać z wszystkich sześciu jednak osiągnięcie poziomu eksperta ograniczone jest do dwóch.
Każdy przedmiot, który można stworzyć składa się z wielu indywidualnych części lub materiałów. Elementy potrzebne do stworzenia danego przedmiotu można uzyskać poprzez ekstrakcję, zbieranie, polowanie na potwory, kupno w sklepie albo od innych graczy lub poprzez stworzenie z innych przedmiotów.

### Latanie
Od latania w grze Aion jest zależnych wiele jej elementów jak np. podróż, walka, wykonywanie zadań czy wytwarzanie przedmiotów. Latanie jest możliwe jedynie w wyznaczonych strefach, przez ok. 60 sekund. Czas ten może zostać wydłużony poprzez założenie przez postać odpowiedniego pancerza, tytułu, wypicie mikstury czy użycie innych dostępnych w grze przedmiotów. Gracz, który posiada odpowiedni pancerz oraz znajduje się pod wpływem stosownych mikstur jest w stanie przebywać w trybie latania do 20 min.

### Szybowanie
W momencie gdy nasza postać spadnie bądź nią zeskoczymy z dużej wysokości, możemy użyć trybu szybowania wciskając spację. Szybowanie nieco różni się od zwykłego latania, gdyż możemy kierować postacią tylko na boki, a lot powoli będzie zmierzał ku ziemi. Co więcej, w odróżnieniu od zwykłego latania, szybować możemy w każdym miejscu na świecie.

### Zadania
Zadania w grze można podzielić na trzy typy: zadania zwykłe (Quest), kampanie (Campaing) i zlecenie (Work Order). Zadania zwykłe wymagają od gracza jedynie ich wykonania w celu otrzymania nagrody. Zadania kampanii ściśle związane są z fabułą, jak i ewolucją postaci gracza. Zlecenia wykorzystywane są głównie do zwiększenia umiejętności w wybranej profesji. Niektóre z zadań można wykonywać wielokrotnie; istnieją również zadania, które wykonywane mogą być jedynie samodzielnie, a także takie, które nie mogą zostać porzucone.

## Prace nad grą
Gra Aion została zapowiedziana oraz po raz pierwszy publicznie zaprezentowana w maju 2006 roku na wystawie E3 Expo. Została stworzona przez południowokoreańską firmę NCSoft. Program zamkniętych testów beta w Korei rozpoczął się pod koniec 2007 roku. Po ich zakończeniu, w listopadzie 2008 roku zostały uruchomione otwarte testy dla wszystkich zainteresowanych. Wersja Chińska gry rozpoczęła zamknięte testy w grudniu 2008 roku a zakończyła je rok później, w kwietniu.
Po zakończeniu testów w Azji, nastąpiło ich rozpoczęcie w Europie, Ameryce Północnej oraz Australii. Testy w Ameryce Płn. i Europie w czerwcu 2009 roku poprzedziło sześć tygodni przerwy. Otwarte testy beta rozpoczęły się trzy miesiące później, we wrześniu. Podczas testów otwartych, z powodu problemów zrezygnowano z umieszczenia w ostatecznej wersji gry narzędzia zabezpieczającego przed oszustwami GameGuard firmy NProtect. Program ten, w dalszym ciągu używany jest w azjatyckich wersjach gry.
Firma NCSoft wydała dużą aktualizację gry w 2010 roku. Zastąpiła ona starszy silnik gry CryEngine jego wersją o numerze X1.9.
W lutym 2012 firma Gameforge wykupiła Europejskie serwery Aiona i wprowadziła tam system F2P(English: Free to Play), czyli darmowej gry. 11 kwietnia 2012 amerykańskie serwery NCsoftu także przeszły na model F2P, a dodatkowo została tam wgrana aktualizacja 3.0.

### Wersja 2.0
7 września 2010 roku dla serwerów europejskich i amerykańskich wydana została pierwsza aktualizacja gry, zatytułowana Assault on Balaurea. Zmiany jakie obejmowała to: dodanie tytułowej krainy Balaurea, podwyższenie maksymalnego poziomu postaci do 55, dodanie nowych umiejętności, instancji oraz przedmiotów (w tym posiadanie zwierząt znanych z innych gier MMO).

### Wersja 3.0
Na serwerach amerykańskich aktualizacja 3.0, zatytułowana Ascension, została wydana 11 kwietnia 2012, zaś w Europie po wielu zmianach terminu ostatecznie została udostępniona 15 sierpnia 2012.
Wersja 3.0 wprowadza przede wszystkim „Housing”: specjalne lokacje dla obu ras, w których istnieje możliwość zakupienia domu poprzez system aukcji i urządzenia go według własnego gustu, a także możliwość posiadania pojazdu (ang. mount), którym gracz może podróżować po świecie gry.
Zmiany obejmują również: wprowadzenie nowych lokacji w zwykłym trybie gry (Sarpan, Tiamaranta) oraz w trybie instancji (7 nowych oraz poprawki do już istniejących), dodanie nowych przedmiotów i umiejętności oraz zmiany w już obecnych. Aktualizacja przyniosła również nowe zadania dla graczy, zmiany w istniejących, pomniejsze aktualizacje wyglądu interfejsu oraz grafiki.

### Wersja 4.0
Na amerykańskich serwerach pojawiła się 26 czerwca 2013 roku i została zatytułowana Dark Betrayal. W Europie natomiast aktualizacja ta pojawiła się dopiero 28 sierpnia tego samego roku. Największą zmianą, którą wnosiła nowa wersja gry było dodanie dwóch nowych klas postaci – Barda oraz Gunnera. Zwiększono maksymalny poziom postaci do 65, dodano nowe umiejętności, trzy nowe mapy (Katalam, Danaria oraz Podziemia Katalam) oraz aż 11 nowych instancji, w tym jedna PvP.

### Wersja 5.0
Opublikowana 11 października 2015 (w Europie w październiku 2016) wnosi bardzo dużo zmian w grze. Między innymi podnosi poziom postaci do 75 oraz zmienia niektóre umiejętności postaci. Gracz po uzyskaniu poziomu 66 staje się High Daeva i może używać różnych transformacji, które wybiera rozdając w statystyki tzw. Creative Points. Dodane zostają dwie nowe mapy oraz instancje. Gracze również są teraz w stanie wejść do Wieży Wieczności za pomocą teleportu do instancji.

### Wersja 6.0
Aktualizacja pojawiła się 17 stycznia 2018 na koreańskich serwerach oraz 19 września 2018 we wszystkich krajach europejskich i została zatytułowana Refly. Maksymalny poziom postaci został podwyższony do 80 oraz usunięto system High Daeva. Wprowadzono również kompana, który będzie towarzyszył postaci w trakcie jej rozwoju. Zmodernizowano kolejność map oraz wprowadzono nową, Lakrum, dostępną dla obu frakcji.